# Samim
Samim, bürgerlich Samim Winiger, ist ein Produzent in der elektronischen Musikszene und kommt aus der Schweiz.

## Werdegang
Bekannt wurde Samim im Jahre 2007 vor allem durch die Maxi Heater, die sogar den Weg in den Mainstream fand, unter anderem auch in der Hr3 Clubnight und auf dem Musiksender VIVA. Der Track Heater wurde im Jahrespoll der Raveline als Bester Track 2007 gewählt, in der Groove belegte er Platz 2. Sein Debütalbum Flow erschien auf dem DJ T.s Label Get Physical Music. Dort war Samim auch schon in den Jahren zuvor aktiv, unter anderem auch in der Schweiz, allerdings unter seinen beiden Aliasen Bearback und Fuckpony. Nebenbei sind auch Produktionen auf Matthias Tanzmanns Moon Harbour-Label entstanden. Der Track Deer In The Headlights, der unter seinem Alias Fuckpony entstand, wurde von DJ Hell geremixt.
Der später erschienene Song von Shaggy zur EM 2008 Feel the Rush enthält dieselbe Melodie, die im Track Heater enthalten ist. Trotz der Meinung vieler Fans liegt kein Verstoß gegen das Urheberrecht vor, weil beide Songs auf dem Label Ministry of Sound erschienen sind.